# Malešice

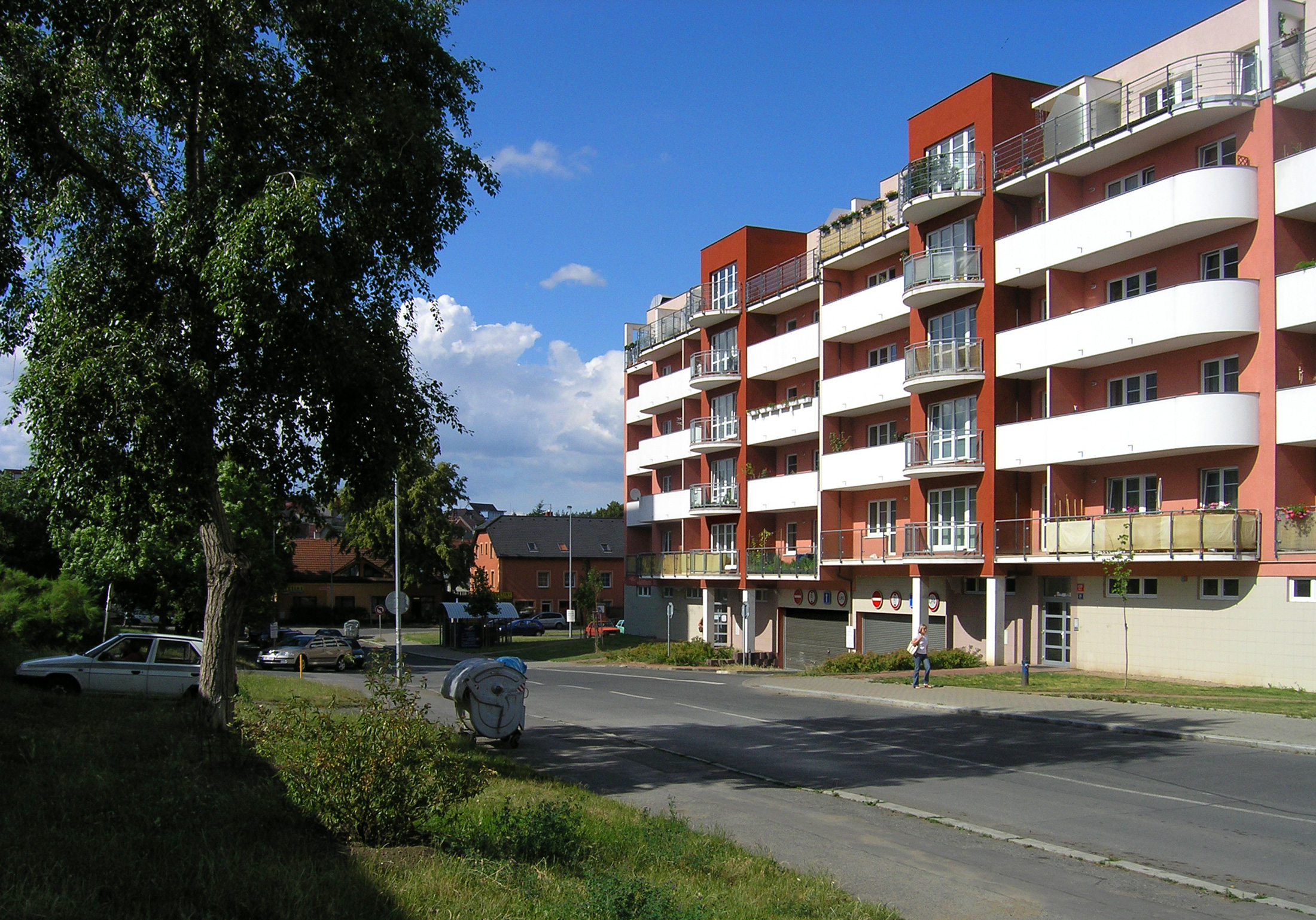
Flatgebouw in Malešice

Malešice is een wijk van de Tsjechische hoofdstad Praag. Sinds het jaar 1922 is het oorspronkelijke dorp onderdeel van de gemeente Praag, sinds 1990 is de wijk grotendeels onderdeel van het gemeentelijke district Praag 10, een klein gedeelte hoort bij Praag 9. Malešice heeft 10.740 inwoners (2006).
De bekendste attractie in Malešice is de botanische tuin Malešice.